# Lac Napaktulik
Le lac Napaktulik, également appelé lac Takijuq, est le huitième plus grand lac du Nunavut au Canada. Il est situé à 173 km au sud de Kugluktuk. Il couvre une superficie de 1 080 km2.

## Annexe